# Gastrochilus minutiflorus
Gastrochilus minutiflorus är en orkidéart som beskrevs av Leonid Vladimirovitj Averjanov. Gastrochilus minutiflorus ingår i släktet Gastrochilus och familjen orkidéer. Inga underarter finns listade i Catalogue of Life.